# Килеевский сельсовет
Килеевский сельсовет — сельское поселение в Бакалинском районе Республики Башкортостан Российской Федерации.
Административный центр — село Килеево.

## История
В 1992 году вышел Указ Президиума ВС Башкирской ССР от 09.01.92 N 6-2/10 «Об образовании Новоиликовского и Умировского сельсоветов в Бакалинском районе». Он, в частности, гласит:

1. Образовать в Бакалинском районе Новоиликовский сельсовет с административным центром в селе Новоиликово и Умировский сельсовет с административным центром в селе Умирово.
2. Включить в состав Новоиликовского сельсовета села Новоиликово и Староиликово, исключив их из состава Килеевского сельсовета.
Включить в состав Умировского сельсовета село Умирово, исключив его из состава Килеевского сельсовета.

3. Установить границы Новоиликовского и Умировского сельсоветов согласно представленной схематической карте. 
Статус и границы сельского поселения установлены Законом Республики Башкортостан от 17 декабря 2004 года № 126-з «О границах, статусе и административных центрах муниципальных образований в Республике Башкортостан»
Закон Республики Башкортостан от 19.11.2008 N 49-з «Об изменениях в административно-территориальном устройстве Республики Башкортостан в связи с объединением отдельных сельсоветов и передачей населённых пунктов», ст.1 гласит:

 "Внести следующие изменения в административно-территориальное устройство Республики Башкортостан:
 в) объединить Килеевский, Новоиликовский и Умировский сельсоветы с
сохранением наименования «Килеевский» с административным центром в селе Килеево.
Включить сёла Новоиликово, Староиликово Новоиликовского сельсовета, село
Умирово Умировского сельсовета в состав Килеевского сельсовета.

Утвердить границы Килеевского сельсовета согласно представленной схематической карте.

Исключить из учётных данных Новоиликовский и Умировский сельсоветы 

## Население
| 2002  | 2009  | 2010  | 2012  | 2013  | 2014  | 2015  |
| ----- | ----- | ----- | ----- | ----- | ----- | ----- |
| 1932  | ↘1885 | ↘1671 | ↘1607 | ↘1551 | ↘1542 | ↘1501 |
| 2016  | 2017  |       |       |       |       |       |
| ↘1471 | ↘1434 |       |       |       |       |       |

## Состав сельского поселения
| № | Населённый пункт | Тип населённого пункта       | Население |
| - | ---------------- | ---------------------------- | --------- |
| 1 | Килеево          | село, административный центр | ↘498      |
| 2 | Умирово          | село                         | ↘471      |
| 3 | Новоиликово      | село                         | ↘369      |
| 4 | Староиликово     | село                         | ↘147      |
| 5 | Новоальметьево   | деревня                      | ↘135      |
| 6 | Зириклы          | деревня                      | ↘51       |